# Homoseksualizm w starożytnej Grecji
Homoseksualizm w starożytnej Grecji – relacje erotyczne pomiędzy przedstawicielami tej samej płci w starożytnej Grecji. Najpowszechniejszą ich formę stanowiła pederastia – związek dorosłego  mężczyzny z dorastającym młodzieńcem. Wątki homoseksualne można znaleźć w greckiej mitologii, w literaturze i na malowidłach wazowych. Relacja homoseksualna była niesymetryczna, a osoba przyjmująca bierną rolę w akcie seksualnym nie cieszyła się w społeczności greckiej szacunkiem.

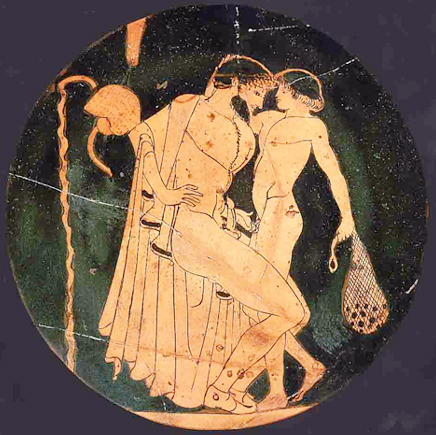
Erastes i eromenos w pozycji sugerującej mający nastąpić stosunek międzyudowy (R520)

## Źródła
Wśród źródeł dotyczących greckiego homoseksualizmu ważne miejsce zajmują malowidła na wazach. Przedstawiają one szerokie spektrum sytuacji, od jawnego przedstawienia stosunku międzyudowego lub analnego do scen wręczania prezentów czy innych sytuacji, które można interpretować na wiele sposobów. Zdecydowana większość waz z homoseksualnymi motywami datowana jest na lata 570–470 przed naszą erą. Z epoki archaicznej pochodzi też poezja Teognisa z Megary, którego homoerotyczną poezję wyodrębniono najprawdopodobniej w średniowieczu w osobną księgę. Homoseksualizm pojawia się w staroattyckich komediach Arystofanesa, w dziełach Platona (głównie w Uczcie i Fajdrosie). Homoseksualizm, a w szczególności męska prostytucja w ujęciu prawnym, jest głównym tematem oskarżycielskiej mowy Przeciw Timarchosowi wygłoszonej i napisanej przez Ajschinesa. Wreszcie w hellenizmie temat ponownie podejmuje poezja. Epigramy zebrane przez Meleagra z Gadary w X wieku zostały ułożone w Antologię grecką, której XII księga zawierała poezję homoseksualną.

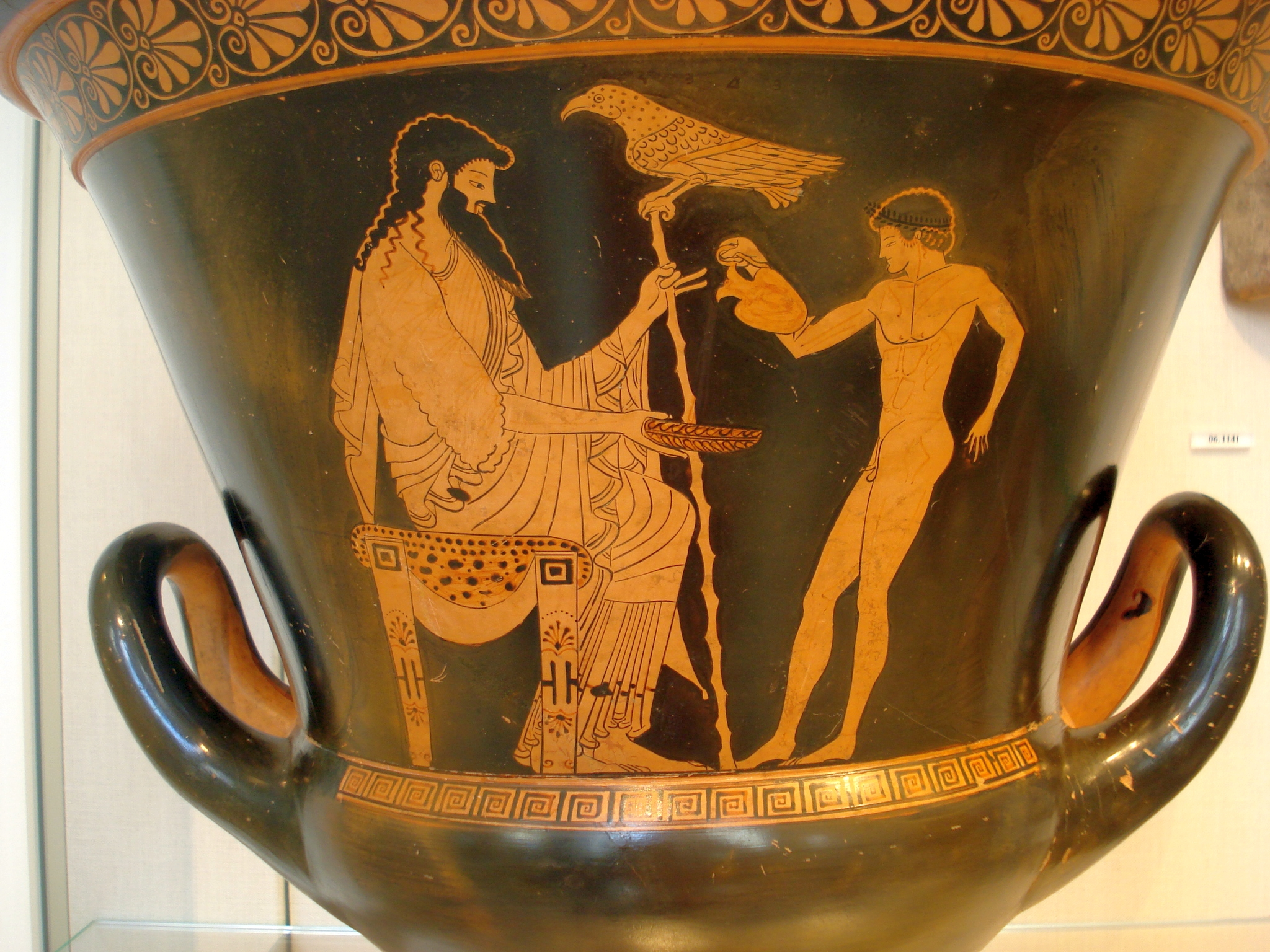
Zeus i porwany przez niego Ganimedes, jeden z mitycznych wątków homoseksualnych

## Geneza
Za mitycznego wynalazcę homoseksualizmu starożytni Grecy uważali tebańskiego herosa Lajosa. Innym ważnym motywem homoseksualnym w mitologii było porwanie Ganimedesa przez Zeusa, oraz wersja mitu o Pelopsie opowiedziana przez Pindara, w której zostaje on kochankiem Posejdona. Starożytni często analizowali też w kontekstach homoseksualnych relacje między Achillesem i Patroklosem opisaną w Iliadzie, nie była to jednak interpretacja powszechnie uznawana.
Pierwsze poświadczenia homoseksualizmu, jako akceptowanego zjawiska społecznego w starożytnej Grecji pochodzą z VII wieku przed naszą erą. Jedna z teorii tłumaczących pochodzenie greckiego homoseksualizmu jako jego źródło wskazuje organizacje militarną w poleis Dorów. Zjawisko miałoby się wywodzić z Krety i Sparty. Argumentami za tą tezą są opinie Platona (Prawa, 636ab) i Arystotelesa (Polityka, 1272a, 23–26), słownictwo odwołujące się do zachowań homoseksualnych (ale obok „lakonizować” występowało też „chalkidizować” odwołujące się do jońskiej Chalkidy), zrytualizowane porwania na Krecie. Dover podkreśla, że teorii tej nie można udowodnić. Sam jako potencjalne czynniki sprzyjające częstości związków i zachowań homoseksualnych wskazuje rozdrobnienie polityczne osłabiające więzi międzyludzkie, kulturę wojowników i związaną z nią niską pozycję kobiet.

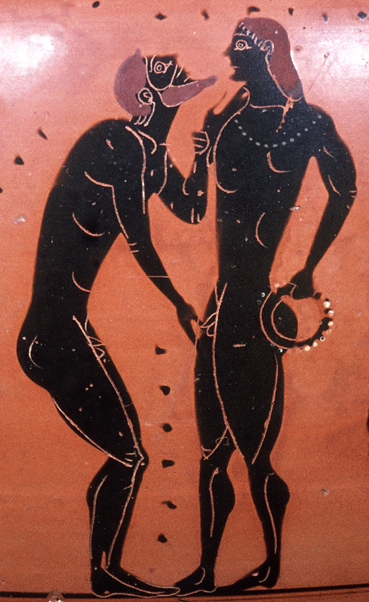
Erastres zalecający się do eromenosa (waza B271)

## Homoseksualizm męski

### Pederastia
Pederastia w świecie greckim polegała na relacji między dorosłym mężczyzną – erastesem, a młodzieńcem – eromenesem. Najczęstszym miejscem nawiązywania relacji był gimnazjon, czemu sprzyjało ćwiczenie nago. Relacja erastesa i eromenosa jest niesymetryczna. Erastes pożąda fizycznie eromenesa, zaś pożądanie w drugą stronę traktowane było przez Greków jako zboczenie. Eromenes może odczuwać do erastesa miłość bez aspektu fizycznego, może jednak w ramach wdzięczności zaspokajać go seksualnie.

### Postrzeganie homoseksualizmu męskiego
Homoseksualizm nie był częstym tematem w komediach attyckich. W starej komedii pojawiają się wątki ośmieszające lub krytykujące biernych uczestników aktów seksualnych między mężczyznami.
Sokrates jest przedstawiany przez Platona i Ksenofonta w kontekstach homoseksualnych. Pochwalał on powstrzymywanie się od fizycznego spełnienia i w tym kontekście według Dovera eros homoseksualny nadawał się o wiele lepiej od powiązanego z reprodukcją heteroseksualnego. W Prawach (636a–c) Platon określa czerpanie przyjemności z uczestnictwa w homoseksualnym akcie płciowym za rzecz niezgodną z naturą. Będący bohaterem dialogu Ateńczyk sugeruje nawet zakazu homoseksualnych stosunków (838e–839b). Arystoteles w Etyce nikomachejskiej wyróżnia zarówno homoseksualizm wrodzony, jak i wynikły z przyzwyczajeń z lat młodzieńczych (11148b25–1149a20). Pseudo-Arystoteles w Zagadnieniach przyrodniczych za zdecydowanie sprzeczne z naturą uważa odczuwanie przyjemności przez biernego uczestnika stosunku homoseksualnego. Mężczyźni, których to dotyczy, mają według autora na skutek wadliwej budowy ciała wydzielać niewielką ilość nasienia w odbycie. Powodem może być też, podobnie jak w Etyce nikomachejskiej, przyzwyczajenie z okresu dojrzewania.

### Męska prostytucja
Szczególnie potępiana była sytuacja, gdy bierny uczestnik aktu seksualnego przyjmował gratyfikacje od partnera aktywnego. W Atenach osoby dopuszczające się męskiej prostytucji traciły możliwość przemawiania na zgromadzeniu oraz pełnienia urzędów. Zaświadcza o tym Ajschines w mowie Przeciw Timarchosowi. Prawo Ateńskie nie zabraniało samego procederu, istniał nawet specjalny podatek pobierany zarówno od męskich, jak i żeńskich prostytutek. Ze względu na częściową atimię, karierę męskiej prostytutki w Atenach najczęściej wybierali cudzoziemcy i metojkowie. Mówca przedstawia dodatkowo inne prawa, dotyczące stręczenia. W przypadku gdy ojciec stręczył swojego syna, to karze podlega zarówno on, jak i klient, który w przypadku dobrowolnej prostytucji nie był zagrożony odpowiedzialnością prawną. Dodatkowo stręczony syn, który utracił przez to część obowiązków obywatelskich, nie musiał w przyszłości opiekować się swoim rodzicem.

### Siły zbrojne
Święty Zastęp był elitarną jednostką armii tebańskiej złożoną w całości z homoseksualistów. Według przekazu Plutarcha, po bitwie pod Mantineją, tebański bohater Epaminondas został pochowany w jednym grobie ze swoimi dwoma wojownikami-kochankami, Asopichosem i Kafiodorosem.
Ateńscy kochankowie Harmodios i Aristogejton zamordowali tyrana Aten Hipparcha, syna Pizystrata, brata tyrana Hippiasza.

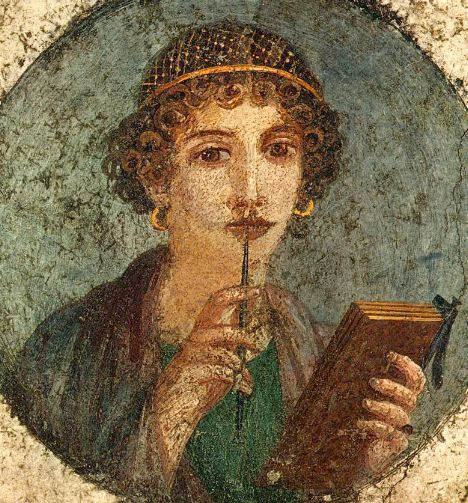
Safona, przez część badaczy interpretowana jest jako piewczyni żeńskiego homoseksualizmu

## Homoseksualizm kobiecy
Relacje homoseksualne między kobietami są, podobnie jak inne sfery ich życia, o wiele słabiej widoczne w zachowanych do dziś źródłach. Odnalezione wazy tylko wyjątkowo zawierają malowidła, które można interpretować w kontekście kobiecego homoseksualizmu (CE34, R207). Platon odnosi się do zjawiska jedynie raz, w Prawach. Wzmiankę o kobiecej analogii do zjawiska pederastii w Sparcie zamieścił w Likurgu Plutarch. Za główną przedstawicielkę żeńskiej twórczości homoseksualnej uważa się Safonę. Jej wiersze są zachowane jedynie częściowo, można na nich jednak odnaleźć sformułowania analogiczne do używanych w zwrotach męskiego erastesa do eromenesa. Interpretacja wielu fragmentów jest jednak sporna, traktowane są jako poświadczenie homoseksualnych, jak i heteroseksualnych skłonności autorki. Pierwsze poświadczone homoseksualne interpretacje Safony pochodzą z Ód Horacego (II,13,5) i Tristii Owidiusza (II,365), z okresu hellenistycznego znane są jedynie wzmianki o jej związkach z mężczyznami, bądź nawiązania pozaerotyczne.